# Jahangir ben Ali
Jahangir ben Ali o Jihangir ben Ali Bey (Djihangir ibn Ali Beg) fou un príncep Aq Qoyunlu del segle xv, fill d'Ali Bey ben Osman Bey.

## Príncep
A la mort de Osman Bey, en príncep de la família reial Aq Qoyunlu, Sheikh Hasan, va ser l'amfitrió dels enviats timúrides, i el seu parent Ali Bey (fill de Osman Bey) que no havia participat gairebé en les lluites, fou establert com a cap dels Aq Qoyunlu a la proximitat de Tercan, un "ulus" (feu) que estava sota administració del seu fill Jahangir ben Ali); més tard quan el pretendent Sultan Hamza ben Osman Bey (germà d'Ali Bey) va intentar ocupar Ergani, el principal camp militar del principat, amb el que haguera guanyat el control de la major part del territori, però el governador militar i els caps de la zona, que eren timúrides companys d'armes d'Ali Bey, li van restar fidels (Ali Bey havia estat nomenat pel seu príncep) i ho van impedir, entregant tot seguit el camp a Jahangir, el fill d'Ali Bey.

## Ostatge a Egipte
A la tardor del 1436 el sultà mameluc Malik Ashraf Barsbay, que no era partidari de negociacions i portava una política contrari als turcmans, només arribar l'ambaixador d'Ali Bey, el príncep Huseyn Bey, el va fer empresonar i va enviar les seves tropes de la frontera en direcció a Amida (Armènia) ; Jahangir, per ordre del seu pare, va sortir de la ciutat per enfrontar l'enemic a Karaca Dagh, però fou derrotat per la cavalleria enemiga i va esdevenir presoner junt amb alguns guerrers. La cavalleria de Jahangir sembla que no era adequada i fou atacada pels quatre costats i cosida a fletxes pels mamelucs; els soldats de Jahangir van poder fugir per tornar a contraatacar i aquesta situació hauria durat una setmana; Jahangir va perdre el seu cavall quatre vegades sent finalment capturat. Ali va aconseguir l'alliberament dels fills mitjançant la cessió de Kharpert als mamelucs, contra l'opinió general dels turcmans. Però aviat Ali Bey va fer valer la amistat obtinguda del sultà i va enviar altre cop als seus dos fills, per demanar-li ajuda. El sultà els va concedir 5000 homes amb els quals Jahangir i el seu germà Huseyn Bey van retornar cap a Anatòlia. Abans d'arribar, però, Ali Bey, perdut el suport de les tribus, va haver d'abandonar Amida i es va retirar a territori otomà. Aviat, impotent per imposar-se, va renunciar a la direcció suprema de l'emirat, però els seus fills (Jahangir, Huseyn i Hasan) no obstant, mai van renunciar als seus drets al tron i van seguir la lluita amb el suport mameluc. Tampoc ho va fer Sultan Hamza Bey.

## Vassall mameluc
Jahangir i Huseyn van convèncer el seu oncle Yakub (Hasan estava amb ell) de poder establir el seu quarter d'estiu a Erzindjan. Jahangir va esdevenir a Erzindjan gairebé un agent dels mamelucs; darrerament havien aconseguit dominar Akşehir, Kemah, Arapkir I Çemişkezek que formaven una cadena al llarg de l'Eufrates superior (maig del 1438). L'actuació de Jahangir i el seu germà va permetre als mamelucs exercir influència a la regió, però llavors sobtadament va morir el sultà Malik Aixraf Barsbay (7 de juny); els soldats mamelucs immediatament es van retirar en conèixer la noticia i el nou sultà, el seu jove fill Al-Aziz Yússuf (15 anys) no es va poder imposar i aviat fou enderrocat pel mameluc Adh-Dhàhir Jàqmaq, amb interessos diferents als de Barsbay. El nou sultà intervendrà tant obertament que arribarà a crear una esfera de influència que s'estenia fins a l'Azerbaidjan, sense trobar cap oposició ni dels otomans ni dels timúrides

## Aspirant al sultanat des de Erzincan
La retirada dels mamelucs va provocar que els caps tribal recuperessin les ciutats i regions que havien abandonat. Hamza, al costat de molts altres pretendents, es va fer fort a Amida (Armènia)  on fins l'estiu del 1438 va emetre moneda amb el nom del sultà mameluc Barsbay. Però amb la retirada dels mamelucs va exigir al seu nebot Jahangir que fes la pregaria del divendres en el seu nom (de Hamza) a Erzindjan, i quan Jahangir va rebutjar, va marxar allí i el va assetjar amb un fort exèrcit que havia reunit. Aquesta vegada el prínceps es van dirigir a les tribus i els van fer saber que Hamza havia ofert el país als mamelucs però les seves afirmacions no foren cregudes degut a la desconfiança que inspiraven des de l'afer de la cessió de Kharpert. Però la resistència de Jihangir Bey, Hüseyin Bey i Hasan Bey amb el suport de les tribus i de la població d'Erzindjan, va pressionar a Hamza que, quan fou atacat per Hasan Bey es va haver de retirar; els tres germans van guanyar una important victòria (juliol de 1438).

## Govern de Jafer Bey
Jahangir i els seus germans, amb la retirada del seu pare, es trobaven llavors sense dominis propis i sense drets de sobirania. Es van veure forçats a donar suport al emir Jafer Bey (o Jafar Beg) d'Erzindjan (que era fill de Yaqub Bey) al territori del qual ells estaven establerts. Quan el domini mameluc es va enfonsar de fet sense intervenció exterior, Jahangir es va poder salvar de ser acusat de ser un líder sense carisma i es va lliurar de les pitjors crítiques. No obstant tothom creia que el domini de Jafer seria curt perquè era dèbil i amb una personalitat poc digna de confiança; el príncep no tenia ni sort a la vida ni força en els afers del poder.

## Aliança d'Erzindjan
El terreny relliscós creat per les lleialtats canviants de les tribus independents en una atmosfera d'anarquia va tenir un gran efecte en el desenllaç del govern de Jafer. Moltes tribus interessades a trobar pastures de hivern com a resultat de la incompetència i la falta de previsió de l'emir, van deposar Jafer. La classe dirigent va abandonar el centre administratiu desesperada i es va retirar a Akşehir i es va dividir en tres faccions. Quan Jafer, que havia perdut el poder, es va veure obligat, per la pressió de l'oposició, a abandonar el territori del seu pare, les forces contràries de Yaqub Hasan Bey juntament amb Ali Bey i els seus fills Jihangir i Hüseyin van formar una doble aliança. En aquest punt s'entén que Ali Bey tenia un paper incert i ombrívol en el curs dels esdeveniments. Ali Bey, que havia tornat des del territori otomà amb l'esperança que li havien donat els seus fills a Erzindjan, era com un objecte inútil llançat de tant en tant en el joc de poder quan les condicions i els actors canviaven. Després d'un intent fallit de formar una aliança amb Pilten Bey, el governant de Kıgi, va provar la seva sort una vegada més a Erzincan. Amb el suport del seu germà Yaqub Bey, va tornar a intentar liderar als Aq Qoyunlu. Però quan la definitiva resposta negativa de la tribu va acabar amb la seva vida política, els aliats que fins aleshores li feien costat també es van dispersar. L'aliança d'Erzincan, mancada dels suports històrics, polítics i econòmics que haurien estat necessària, deixava com a única entitat política dels Aq Qoyunlu la que tenia per centre a Amida. Ali Bey, juntament amb els seus fills Jahangir i Hüseyin, es va refugiar amb els mamelucs. Van arribar a Alep el gener de 1439.

## Exili amb els mamelucs
Ali Bey en cada fase de la seva vida va veure lligades les seves decisions a una notable submissió als mamelucs (fins al final de la seva vida). Ara amb els seus fills es trobaven refugiats a territori mameluc i el governador de Síria, Tanrıvermiş, que planejava la rebel·lió, va intentar atreure'l a la seva aventura; no va tenir problema per enredar al inexpert Jahangir, no ho va aconseguir amb Ali Bey que va saber que el seu fill seria encarregat d'aconseguir el suport de Sultan Hamza Bey a la revolta; Ali Bey va alertar al sultà del Caire i amb això va aconseguir salvar al seu fill d'una eventual venjança del sultà i va garantir el seu futur aconseguint-li el càrrec de governador d'Urfa. Amb aquest darrer esforç l'emir Aq-Qoyunlu va complir amb el seu deure paternal i va obtenir una aprovació general. Jihangir, amb el seu germà Hasan Bey, va ser rebut al Caire pel sultà i va rebre ajut financer i material retornant a Anatòlia per server com a governant d'Urfa (estiu de 1440).

## Govern a Urfa
Jahangir va atacar a Sultan Hamza i el va posar en posició difícil, quan la balança de poder va tornar a girar entre els Aq Qoyunlu. Hamza Bey, que no tenia ganes de veure enemics al seu propi territori, immediatament va intentar expulsar el seu nebot del territori d'Urfa però sense èxit. Jahangir, va defensar Urfa (on va resistir fins al final), mentre que al mateix temps enfortia els lligams amb el seu oncle, Yaqub Bey, que controlava els terrenys de pastura d'estiu. Per establir una connexió entre les terres d'estiu i d'hivern, Jahangir va iniciar un assalt a la regió d'Ergani. Hamza, tement que aquesta política el deixés envoltat, va començar la seva ofensiva a la primavera de 1441. Quan no va poder prendre Urfa amb el seu exèrcit, va dirigir-se cap a una base més feble, Birecik. Jihangir va enviar al seu germà Hasan Bey per ajudar el governant de la ciutat, el seu fidel amic Fahrettin; la forta resistència que es va organitzar a Birecik, juntament amb les notícies que venien d'Urfa, va canviar el pla de Hamza: les forces Aq Qoyunlu de la zona d'Urfa es van passar a Hamza que així es va poder presentar davant d'Urfa. Però Hasan (el futur Uzun Hasan) va arribar en ajut de Jihangir, que havia estat abandonat pels seus servidors, i va derrotar a la avantguarda de Hamza Bey evitant la caiguda de Urfa.
Hamza, incapaç d'arribar a un acord amb els seus nebots, va deixar a l'emir de Pürnek i al governador de Savur per seguir la lluita i ell mateix es va dirigir a la part central de les terres del nord, a Erzindjan.

## Pèrdua d'Erzincan
La pèrdua d' Erzincan fou un fort cop per Ali Bey, refugiat amb els mamelucs i pels seus fills Jahangir, Huseyn i Hasan; aquestos no van perdre temps en un contraatac. Es van dirigir a les terres d'Hamza que van assolar diverses vegades: la rodalia de Mardin va patir grans destruccions; després els objectius foren Ergani i Amida (Armènia) . Però tot i causar a Hamza fortes pèrdues militars i econòmiques, no es va aconseguir cap benefici polític ni territorial. A més Hamza va aconseguir atreure al seu camp a Devlet Xah, un dels lleials amics del seu pare. Jahangir va seguir la lluita, es va traslladar a Kemakh i junt amb el seu oncle Yakub Bey, va intentar recuperar Erzindjan però el hivern ho va fer impossible. Hasan Bey (aleshores amb 15 anys) va passar el hivern de 1441-42 a Urfa amb el seu germà gran; allí es va casar amb una noia de la seva tribu i d'aquest matrimoni va néixer Sultan Halil o Sultan Khalil

## Incursions dels beduïns
Amb la solidaritat que sovint es troba a la història turca, els germans Jahangir i Hasan van defensar Urfa. Igual que els fundadors de l'estat seljúcida, Tuğrul i Çağrı Bey, Jihangir va actuar com a cap i Hasan Bey fou comandant l'exèrcit; van intentar defensar la regió, netejar-la de guerrers i vessar sang enfrontats al seu oncle Hamza Bey. Al sud, les tribus àrabs disperses però nombroses sempre eren una amenaça. A la primera part de 1442, Hasan Bey va tenir notícies de que un grup àrab beduí que es desplaçava per la zona havia atacat el castell de Jaber, ocupat per Ömer Bey dels turcmans Emirli, i va decidir intervenir. No obstant això, no semblava que la ratzia beduïna s'aturaria. Poc després, quan una altra partida que va sortir del desert sirià va atacar els castells de Hadise-ane i Hakim-ane situats a la vora de l'Eufrates; un grup separat del grup principal va atacar Rakka. Malgrat tenir un nombre limitat de soldats al seu costat, Hasan Bey es va oposar als beduïns. Hi va haver nombroses escaramusses al llarg de l'Eufrates; com a resultat, després d'una persecució, el príncep Aq-Qoyunlu va aconseguir tornar al castell de Jaber amb una gran quantitat de botí i captius. Aquí, Hasan Bey, que havia lluitat violentament durant la persecució, va tenir dificultats per empenyer als àrabs més enllà de l'Eufrates. Una greu sequera a Síria va obligar les tribus àrabs a moure's cap al nord cap a la línia Eufrates. Al llarg de la història aquesta angoixa havia estat un dels motius principals per entrar en acció i lluitar a la regió. Ara els beduïns al sud havien posat els seus ulls a les fonts d'aigua dels turcomanos al nord. Era impossible que els turcomanos aturessin aquestes masses que venien en grups. Així, quan les tribus més poderoses i conegudes de la regió, com ara els Adwan i els Uneyn, es van aixecar i es van apoderar de les fonts d'aigua de Rakka, poca cosa podien fer els Aq-Qoyunlu. Tot i que Jihangir i Hasan Bey, que van sortir d'Urfa, van lluitar contra ells en una batalla salvatge a la regió de Tell Asad, no van poder evitar la derrota. Mentre Jihangir va tornar a Urfa després de la derrota, Hasan Bey va preferir esperar un eventual nou assalt àrab al castell de Jaber.

## Lluites entre Urfa i Amida-Mardin
Oblidat durant les lluites amb els àrabs, el solitari però respectat líder del nord, Yaqub Bey, ja vell, desitjava deixar la seva herència als seus nebots amb el que una vegada més canviaria la situació entre els Aq Qoyunlu. Jihangir, va deixar al seu germà Hasan Bey a Urfa, i se'n va anar immediatament contra Kemah; el seu oncle Hamza va contrarestar el seu moviment atacant i amenacant a Yaqub. Quan les amenaces de Hamza juntament amb atractives ofertes de cooperació van fer dubtar a Jahangir, aquest sentint-se insegur, va retornar a Urfa i llavors Hasan Bey fou enviat altre cop al castell de Jaber.

## Mort d'Ali Bey i d'Hamza Bey
En aquest moment van rebre notícies sobre la mort d'Ali Bey. El bey modest i desafortunat dels Aq-Qoyunlu, com si algú l'hagués oblidat en un racó, havia mort en silenci a la ciutat de Shayzer, prop d'Alep (a mitjans de 1443). La seva mort, a part del dolor individual, no va tenir cap impacte en la destinació política dels Aq-Qoyunlu. La lluita per recuperar el poder que havia perdut era el seu únic llegat per als seus fills. Hamza bey va morir vers l'octubre de 1444 i no va deixar un successor per continuar amb la seva reclamació, va semblar que gairebé deu anys interregne continuat des de la mort d'Osman Bey, ara s'acabarien.

## Jihangir assoleix el poder suprem a Amida
Els Aq-Qoyunlu, es qüestionaven els motius de la seva existència sense la pressió del Qara-Qoyunlu i si tenien necessitat d'un estat o no i estaven intentant escapar de la crisi política en què havien caigut. Era com si les morts d'Ali i Hamza Bey haguessin obert un camí nou, però la qüestió actual era el que seria el llegat d'Hamza. El seu patrimoni, que donaria al propietari el poder de proclamar el seu lideratge, tenia dos demandants a la vista. Dels reclamants, el mandatari d'Urfa, Jihangir, sabia que tenia un avantatge, almenys en termes de distància, sobre el germà de Hamza, Xeic Hasan Bey, el governant d'Erzincan. Mentre els dos es van apressar cap a Amida quan va morir Sultan Hamza, la lluita entre les faccions turcomanes que van esclatar a la capital abans de la seva arribada van resoldre la situació. Quan Jahangir es va fer càrrec d'Ámida el primer, Xeikh Hasan, víctima de la distància, va retornar sense esperança a Erzindjan. Jihangir, en una cerimònia amb assistència del seu germà i l'emîr-i Dîvân Ali Memaş, que va ser convocat per venir des de Birecik on s'havia refugiat, es va convertir en el líder dels Aq-Qoyunlu.

## Jihangir a Mardin
Deixant ràpid la ceimònia, el nou líder va anar a mostrar el seu primer decret a Mardin, el més important dels feus d'Hamza. La ciutat, un dels suports fonamentals de l'estat Aq-Qoyunlu, es trobava en un estat de confusió. Els emirs no volien reconèixer l'autoritat de la filla de Hamza. Jihangir, pensant a resoldre ràpidament la situació, es va casar amb la filla del seu oncle. Per molt que el magistrat del castell Ali Farraş, va intentar resistir, Mardin es va lliurar als fills d'Ali Bey.

## Erzincan i Kelkit en contra i Kemakh a favor
Encara que l'èxit va enfortir el poder i l'autoritat de Jihangir, hi havia altres dificultats. La vall d'Erzincan i la del Kelkit estaven davant d'ell com un gran desavantatge. El seu sol consol va ser que el governant de Kemah s'havia unit al seu oncle Yaqub Bey, poc abans de morir.

## Victòria sobre els àrabs
A més de les disputes internes, els primers atacs externs greus contra el nou líder Aq-Qoyunlu van venir dels àrabs. Els Uneyn, aprofitant l'evacuació del príncep Hasan Bey del castell de Jaber, immediatament van posar la seva tribu a l'ofensiva. Jihangir, veient l'augment del perill, va despatxar immediatament al seu germà (tot i necessitar-lo al seu costat), cap aquella direcció. Marxant ràpidament contra els àrabs, Hasan Bey va infringir als Uneyn una terrible derrota a la vora de l'Eufrates. Llavors va tornar a Jaber amb el gran botí que havia guanyat, però a la crida que li va fer el seu germà seguidament, es va unir de nou amb ell a Mardin on acabava de imposar-se.

## L'estta Aq Qoyunlu
Malgrat prendre a Ámida i Mardin, cal assenyalar que el sultanat de Jihangir no va ser acceptat per tots els Aq-Qoyunlu. Quan altres hereus d'Osman Bey van aparèixer de nou en l'escenari, és evident que no tenien cap intenció de rendir homenatge als fills d'Ali Bey. El règim dels Aq-Qoyunlu es va trobar cara a cara amb el perill o una nova guerra civil i de la divisió política. El problema de la manca de poder de Jihangir, que havia proclamat el seu govern suprem, va créixer encara més. En realitat, les tribus confederades havien actuat per a ells mateixos aprofitant les lluites de poder dels prínceps i havien obtingut una sèrie de concessions a causa de la seva capacitat de canviar l'equilibri de poder; al contrari, quan la riquesa econòmica, juntament amb la pressió sobre ells de l'estat governat per una dinastia amb poc poder, es va debilitar, a conseqüència de les concessions que havien obtingut, van aconseguir una posició més influent en l'àmbit polític. Les tribus, que odiaven qualsevol tipus de mesura restrictiva sobre elles, es trobaven en una lluita amb la nova burocràcia que s'estava formant. En les fonts podem veure que la seva primera reacció en aquesta àrea estava dirigida cap a un dels buròcrates importants de l'època de Hamza Bey, l'Emîr-i Dîvân, Ali Memash, que els proporcionava sovint un salari limitat del tresor. En realitat, aquest petit exemple és bastant significatiu per al procés de formació i desenvolupament de l'estat Aq-Qoyunlu i és una indicació dels esforços realitzats des de l'aspecte d'esdevenir un estat. No obstant això, no es pot esperar que aquesta aristocràcia feudal i tribal essencialment poderosa no es resistís a aquest desenvolupament. En tal ambient, el paper analític del líder Aq-Qoyunlu hauria de ser portar el dinamisme de la tribu cap a un nou objectiu. No obstant això, ni Jihangir ni els altres reclamants del tron, Xeikh Hasan, Mahmut i els altres van tenir tal habilitat. Per això, calia esperar una mica més de Uzun Hasan Padishah.

## Mort de Yakub Bey
El primer a rebel·lar-se contra Jihangir, la autoritat del qual no havia estat acceptada per tots els Aq-Qoyunlu, va ser Xeikh Hasan, el governant d'Erzincan. Mentre el govern estava treballant per prendre mesures, l'operació va afectar de sobte el flanc nord del país. No podent suportar la pressió, l'antic aliat d'Ali Bey i els seus fills, Yaqub Bey va abandonar la ciutat i es va retirar cap a terres dels seus nebots; va morir poc després (1445). La mort de Yaqub Bey, que havia estat a favor d'un estat centralitzat i poderós tota la seva vida, va ser una pèrdua important no només per Jihangir sinó per a la societat Aq-Qoyunlu.

## Revoltes contra Jihangir
Però Jelal Bey, a qui havia deixat en el seu lloc, va canviar l'equilibri en el joc de poder quan, com a resultat d'una estratagema, va capturar a Xeikh Hasan. Jihangir, que no va aprofitar aquest èxit inesperat i l'eliminació de l'oponent més poderós de la seva autoritat, Xeikh Hasan, no va poder evitar que el seu llegat passés a un altre oncle, Mahmut Bey (germà de Sultan Hamza. En temps anteriors, Mahmut Bey, vist poc freqüentment en la política Aq-Qoyunlu, a part de ser el governador de Çemişkezek, va voler aprofitar l'atmosfera de confusió que es va desenvolupar després de la mort de Sultan Hamza, però no va trobar la assistència de les tribus confederades per lo que va anar a Bagdad a l'hivern de 1445 amb l'objectiu d'obtenir l'assistència dels Qara-Qoyunlu. Paral·lelament a la campanya de Xeikh Hasan, va entrar al territori d'Aq-Qoyunlu amb l'ajuda que havia obtingut d'Isfahan Bey (o Ispan Bey, governant qara qoyunlu de Bagdad 1433-1445), però es va veure obligat a tornar quan Isfahan Bey va morir (1445).

## Mahmut a Birecik
L'administració d'Amida, amoïnada pels moviments de Mahmut, es va relaxar una mica perquè la qüestió de Birecik, que havia aparegut, es va convertir en una nova causa de preocupació. Quan Ali Memash, incapaç de restar a Amida, es va convertir en el governant de Birecik amb l'aprovació de Jihangir, i va demanar l'assistència de l'ex governant, Fahreddin Mahmut Bey. Mahmut, que va veure la seva invitació a l'ajut com una bona oportunitat per als objectius que havia ajornat recentment, va arribar ràpidament a Birecik i va lliurar la ciutat al seu ex governant. Amb aquesta operació hauria d'haver cridat l'atenció del flanc nord que buscava un líder contra Jihangir per a ser convidat a Erzincan.

## Mahmut a Erzincan
D'aleshores en endavant va ser el nou líder de l'oposició. Jihangir, que s'havia quedat poc preocupat pels desenvolupaments, va marxar a assetjar Erzincan, però va fer una mica tard i quan Mahmut, entenent que seria un rival seriós, va expulsar al seu nebot amb les mans buides, malgrat l'extraordinari zel que havia demostrat al preu d'utilitzar el príncep Hasan Bey, la seva posició es va enfortir (estiu de 1446). Quan les esperances lligades a Jihangir es van trencar, el fracàs a Erzincan va accentuar les divisions polítiques cròniques dins dels Aq-Qoyunlu. Aquesta divisió, que va crear condicions molt adequades per a la intervenció externa, es va convertir en l'element més important que preparava el final de Jihangir.

## Mort de Shah Rukh
Mentre els Aq-Qoyunlu estaven enmig de divisions polítiques i socials, el Pròxim Orient es trobava a la cruïlla d'una nova transformació política i social. El canvi que s'havia desenvolupat en secret, després del llarg període de govern del timúrida Shah Rukh (un element d'estabilitat a la regió) es va convertir de sobte en una conflagració general amb la seva mort el març de 1447. Forces dinàmiques, que fins al moment havien estat suprimides i esperant a les ombres, començaren a actuar sacsejant tots els sistemes i valors que havien estat vàlids fins llavors. La competència que es va iniciar entre les organitzacions polítiques i socials va ser tan implacable que hi va haver una altra oportunitat per als que van perdre. A l'horitzó s'estava assenyalant una nova era. Els pioners polítics d'aquesta nova era, que dependrien d'un dinamisme que principalment seria a l'Anatòlia, es trobaven lentament a l'escenari.

## Emergència dels Qara Qoyunlu
Aquests van ser els actors els noms dels quals van passar a la història escrits en lletres d'or: Fatih Mehmet (sultà otomà Mehmet II), Hasan Padishah i Sheikh Junayd (líder sufita safàvida). Es pot dir que els projectes polítics i socials dels tres líders van establir els fonaments d'aquest sorprenent avanç al Pròxim Orient. No hem d'ignorar una sèrie d'elements que van preparar els fonaments de l'edat; un dels que el va preparar va ser el governant Qara-Qoyunlu Jahan Shah, administrador de l'Azerbaidjan pels timúrides durant molts anys, que a partir de 1446 va posar en vigència el seu projecte de reunir els Qara-Qoyunlu (que donaven l'aparença d'estar dispersos i dividits políticament) al voltant d'un líder i convertir-los en l'estat més poderós a l'Orient Mitjà.

## El conflicte del príncep Elvend
La situació del fill d'Iskender, Elvend (Elwan) (+1457), el governant de Mosul, que es va revoltat contra l'enfocament polític del seu oncle, va crear problemes. No obstant això, el governant dels Qara-Qoyunlu, juntament amb Rüstem, el talentós fill del general Tarhan Malik, es van imposar a Elvend. Aquest, incapaç d'aguantar, va buscar refugi amb els Aq-Qoyunlu. Jahan Shah va reclamar immediatament el rebel al sobirà aq qoyunlu. Jihangir, s'hi va resistir i per la vella costum d'hospitalitat, no va retornar al refugiat. Jahan Sha, decidit a recuperar-lo, va exigir l'entrega del fugitiu tres vegades i rebent una negativa cada vegada, va començar ràpidament els seus preparatius per a la guerra. Les dues nacions, les sorts de les quals van ser reunides en l'assumpte Elvend, començaven una lluita duradora de vint anys que canviaria no només els seus destins, sinó l'equilibri a la regió.

## Conquesta d'Erzincan pels qara qoyunlu
És clar que Jihangir, que va mostrar el coratge suficient per interferir en els assumptes interns del Qara-Qoyunlu, tampoc no va percebre la situació en què estava involucrat ni va poder calcular els resultats molt bé. Jahan Shah, que volia donar als Aq-Qoyunlu una lliçó seriosa, va enviar un exèrcit sota el comandament de l'emir Arabshah i de Kilij Arslan a la primavera de 1450 contra Erzincan, governat per Mahmut Bey. L'exèrcit, reforçat per Musa, el governant de Tercan, el fill de Xeikh Hasan, Bayezid i els fills de Pilten Bey, Halil i Iskender, van establir el setge a Erzincan. La primera reacció a l'actitud indiferent del líder Aq-Qoyunlu davant el perill, perquè la ciutat estava en mans de la seva oposició, provingué del seu germà Hasan Bey. El príncep va assenyalar molt convenientment que si Mahmut Bey no era ajudat, mantenir-se a Amida (Armènia)  seria difícil.
No obstant això, Jihangir, un líder poc capcitat i sense valor, va tancar les orelles a les advertències del seu germà i va rebutjar donar l'ajuda a Mahmut. Així, Erzincan, que no rebia ajudes externes, va anar debilitatnt la resistència que es van anar reduint gradualment, i finalment es va lliurar a canvi de pietat. Però els Qara-Qoyunlu que va entrar a la ciutat va prendre els residents com a ostatges a canvi d'Elvend. Posteriorment, a canvi del seu nebot, Jahan Sha, va oferir establir un arranjament entre ells amb els residents ostatges d'Erzincan, però Jihangir no va acceptar. El líder dels Qara-Qoyunlu, enutjat perquè no va poder fer a un petit emir local el que va dir que feria, va enviar a Rüstem, fill d'un dels seus comandants de més confiança, Tarhan, amb una tremenda força de 30.000 homes, en contra de Jihangir.

## Jihangir perd el suport
Els begs Aq-Qoyunlu de l'exèrcit, com Musa Bey i el mateix Xeikh Hasan, van proporcionar les seves observacions indicant que el líder Qara-Qoyunlu estava enmig de preparatius per a una operació. Quan l'emir Qara-Qoyunlu va arribar a Malatya a través de la carretera de Kemah-Divriği, Jihangir va consultar amb els emirs plens de pànic i no es va atrevir a combatre malgrat totes les objeccions del seu germà i es va tancar a Amida. De les tribus, mentre que els Bektaşlı i els Koca Hacılı es van refugiar amb Xeikh Hasan, els Pürnekli es van unir a Rüstem quan van veure l'actitud cega i covarda del seu líder. La desintegració havia arribat a un grau tan extrem que, per primera vegada en la seva història, un líder Aq-Qoyunlu va ser abandonat a la seva sort pels seus mateixos fidels. Amb l'abandonament del seu germà gran, que no tenia autoritat i que havia posat el seu lideratge en qüestió, el jove Hasan Bey també es va retirar al seu territori, Ergani. Els Aq-Qoyunlu no tenien cap líder i havien estat abandonats al seu destí. Jihangir havia descartat posar la seva tribu en una posició perillosa i després els va deixar. Més que el perill que plantejava l'enemic, l'aspecte més important de la qüestió era el nombre de líders. En realitat, el que seria el salvador buscat no estava molt lluny però la boira creada per la crisi l'ocultava de moment.

## Els mamelucs i els Dulkadirli
L'operació al Diyarbekir de Jahan Shah es va seguir al Caire amb gran preocupació; la notícia que el governant dels Aq-Qoyunlu Jihangir fugía dels Qara-Qoyunlu i es dirigia cap a Síria va crear un gran pànic (juliol del 1450). No obstant això, Jihangir no havia arribat per refugi sinó per reunir les tribus disperses. El govern mameluc, assabentat de la confusió a la regió, no es va veure obligat a trobar algú que pogués protegir els seus interessos al Diyarbekir; arribat al Caire, Kasım bin Kara Yülük, que sempre va actuar amb els Dulkadirli, va anunciar que demanava l'administració de Diyarbekir en nom dels mamelucs. Mentre el sultà Jàqmaq seguia una política d'esperar i veure, era veritablement cec a Diyarbekir. El governador d'Urfa, Üveys Bey, que va patir el mateix grau de confusió que el govern d'Aq-Qoyunlu, va abandonar la ciutat sense cap raó. Rüstem, canviant la seva força en aquesta direcció després de l'esdeveniment, després de saquejar els territoris turcmans al llarg del seu recorregut a la zona de Siverek i Homs, va dirigir-se cap a Urfa i va prendre fàcilment la ciutat. Després d'establir una unitat Qara-Qoyunlu aquí, es va dirigir-se a Mardin. La ciutat, defensada per un exèrcit important, va resistir durant molt de temps als Qara-Qoyunlu i els va causar importants pèrdues. Jihangir, encoratjat per aquest èxit, va córrer en ajut de Mardin però va patir una gran derrota i va tornar a Ámida. Mentre que l'exèrcit Aq-Qoyunlu va abandonar Amida després de la derrota del seu líder, i es van traslladar a la fortalesa interior o ciutadella, i els Qara-Qoyunlu va entrar a la ciutat. El sultà Jàqmaq volia atacar la zona però els mamelucs foren sorpresos pels Qara-Qoyunlu convertint-se aquestos en una força efectiva a la província de Diyarbekir amb aquest èxit inesperat i per la recent conquesta de Urfa i Mardin, i el sultà va enviar un emisari a Jahan Shah i immediatament després va atorgar les robes d'honor a Kasım bin Kara Yülük, aleshores al Caire, al setembre de 1450 com a governant d'Urfa. Quan els dos grans poders de la regió van entrar en una lluita violenta pel poder sobre Diyarbekir, el més discret Jahan Shah va enviar al Caire que la seva operació no tenia cap intenció hostil, cosa que augmentava encara més la pressió sobre els Aq-Qoyunlu.
Així, segons un informe que va arribar a la capital dels mamelucs a l'octubre de 1450, el governant Qara-Qoyunlu, havia entrat al territori dels mamelucs a la recerca de Jihangir (que havia fugit d'ell) i havia arribat a la rodalia d'Alep. Tot i que el sultà va tancar immediatament les fronteres tement que el conflicte dels turcomans afectés al seu país, no va poder evitar el pànic a la regió. El resultat de l'operació de Jihan Shah va ser l'esclat de la fam quan les persones que es trobaven a prop d'Alep van abandonar les seves llars. El governant mameluc es va poder relaxar una mica quan les notícies que es van enviar a principis de desembre informaven que Jihan Shah havia abandonat la regió d'Alep. En canvi, el governant Aq-Qoyunlu no es va relaxar en absolut a Amida. Una lluita a mort sobre el Diyarbekir estava en marxa. Jihangir, passats molts dies difícils de setge, es va veure obligat a enviar a la seva mare Sârâ Hatun al sultà egipci. El sultà Jàqmaq va anar a Bire on va esperar a la princesa durant un temps i més tard la va rebre al Caire (gener de 1451). Després d'aquesta reunió se sap que els governants de Síria van començar a ajudar els Aq-Qoyunlu. Al febrer de 1451, el fill de Jihangir va arribar al Caire i va presentar una carta que expressava la gratitud i la lleialtat del seu pare. El març del mateix any, Jahan Shah, que va passar l'ofensiva diplomàtica contra l'acostament entre mamelucs i Aq-Qoyunlu, no va retardar l'enviament d'una delegació diplomàtica al Caire amb missatges d'amistat i lleialtat.

## Eclosió de Hasan Bey
En un ambient on els mamelucs i el Qara-Qoyunlu havien entrat en negociacions diplomàtiques sobre el destí dels Aq-Qoyunlu, que passava pels dies més difícils del lideratge de Jihangir, el príncep Hasan Bey era una nova esperança. El jove príncep era l'única persona que sabia el que estava fent en el període en què la foscor baixava sobre el seu territori i tothom estava desconcertat. Quan l'atac Qara-Qoyunlu als Aq Qoyunlu va començar, Hasan va deixar el seu germà, va fer que la seva tribu passés de Siverek a una ubicació més segura, Çermik, i aquí, malgrat les rigoroses condicions d'hivern, es va reagrupar en poc temps.
Va persuadir a Üveys Bey, que havia estat amb ell durant un temps, a tornar a Urfa. Üveys, va anar a Urfa al mig de l'hivern, aconseguint tornar a prendre la ciutat als Qara-Qoyunlu, amb l'ajuda d'Emîr-i Ahhir Hüseyin i Sunduk Aka. L'èxit va aixecar la moral dels Aq-Qoyunlu, i Rüstem, involucrat amb el setge de Mardin i no volent donar-li al seu rival l'oportunitat de reagrupar-se, va enviar als aq-qoyunlu Xeikh Hasan, Pir Ali i Sheikh Mehmed a Urfa. En adonar-se que el assetjat Üveys no podia resistir gaire temps, Hasan Bey va córrer en ajut del seu germà. El príncep, que arribava amb els guardaespatlles de la seva hisenda privada d'Ergani, va agafar les forces auxiliars del seu germà gran i va córrer en ajut d'Urfa. No obstant això, la ciutat havia caigut i, com la fortalesa interior estava totalment envoltada pels Qara-Qoyunlu, va esperar un temps per entrar a la ciutat. Després d'entrar, va organitzar la petita unitat dels Aq-Qoyunlu dins de la fortalesa i va caure sobre l'enemic. Després del primer assalt sense èxit, la guàrdia d'Hasan Bey es va reagrupar per una segona operació i van atacar a l'enemic quan no ho esperava; es va produir una batalla campal. Com a conseqüència del lideratge inspirat d'Hasan Bey, una força de 300 homes va derrotar a una de 1200. Al final de la batalla, molts emirs enemics, tant dels Aq Qoyunlu com dels Qara-Qoyunlu, inclòs el principal opositor i traïdor Xeikh Hasan, van ser empresonats. Xeic Hasan, portat davant Hasan Bey (Uzun Hasan), va ser personalment castigat per aquest. El seu cap tallat va ser enviat a Egipte, les seves mans van ser enviades a Amida. Després Bektaşlı Mehmet Bey va seguir el mateix destí. Els altres traïdors, com ara Pürnekli Veli, Pervane Ali Bey i Hacılı Mehmet Bey, també van ser enviats a Âmida. Hasan Bey, guanyant la victòria en un moment inesperat, es va convertir immediatament en l'heroi Aq-Qoyunlu. Una part de les famílies nòmades Aq-Qoyunlu a prop d'Habur i Cizre, que estaven a punt de passar sota l'autoritat del Dulkadirli Kasım bin Kara Yülük d'Urfa que havien nomenat a la regió els mamelucs, es van unir a Hasan Bey després de la victòria la qual va crear una gran emoció entre els mamelucs. La notícia de la victòria d'Hasan Bey va ser rebuda al Caire el més de Rabi'u'l-Awwal 855 / abril de 1451 com una bona notícia Hasan Bey, després de la seva victòria, es va dirigir al seu territori d'Ergani després d'enviar regals als seus germans grans.

## Rüstem Bey el Qara Qoyunlu
L'emir Rüstem Bey dels Qaraun-Qoyunlu, vacil·lant a causa de la victòria d'Hasan Bey, va abandonar el setge de Mardin en busca del príncep Aq-Qoyunlu. Quan va arribar a Ergani a través de Birecik, Siverek i Amida (Armènia), va fer pillatge de les regions que va travessar i va cremar els cultius de la tribu. Hasan Bey, després d'enviar una part de la seva comitiva a Harput, que estava en mans dels mamelucs, va abandonar Ergani. Va començar una gran lluita entre ambdues parts. En la recerca que va tenir lloc entre les branques de l'Eufrates primer a un costat, després a l'altre, va exercir el paper del caçador. Malgrat tenir una força petita al seu costat, Hasan Bey, que va aprofitar el seu avantatge de conèixer bé la regió, va intentar solucionar el problema amb atacs sobtats i cansant als Qara-Qoyunlu; en això va tenir èxit. No obstant això, l'enemic era tan hàbil com Hasan Bey. Tot i les derrotes que va patir, Rüstem Bey no va desistir.
A principis de l'estiu de 1451, aquesta lluita èpica encara continuava a la plana de Diyarbekir, que havia estat escenari de nombrosos actes d'heroisme. En els flancs del Karaca Dağ, que havia triat per a la seva base, el príncep Aq-Qoyunlu estava lluitant no només amb l'enemic sinó també amb la natura salvatge i la fam. Quan no podien trobar res més per menjar, es van veure forçats a matar els seus cavalls i a menjar-los. A més d'això, Hasan Bey i els seus assistents van continuar la seva lluita invicte per sobre de qualsevol dificultat; emboscades i atropellaments van ser les maneres d'intimidar a l'enemic. El príncep, que es va veure obligat a amagar-se de dia i avançar de nit, volia ajudar al seu germà gran Jihangir, però l'empresa va ser obstaculitzada per Rüstem.
Finalment, Hasan Bey, que havia mantingut ocupat el seu enemic a la plana durant un any, va aconseguir tornar a Ámida. Va descansar aquí durant un període, i després de reunir les seves forces, malgrat l'oposició del seu germà gran, va atacar els Qara-Qoyunlu que havien instal·lat el seu camp davant de la ciutat. Després del xoc inicial, els Qara-Qoyunlu van patir greus derrotes en diversos sectors; Rüstem es va posar nerviós i va començar a retirar-se. En aquest punt, Jihangir, que havia abandonat la ciutat per ajudar el seu germà, va tornar a temps de saber que Jihan Shah havia entrat en acció.

## Entra en acció Jahan Xah
Jahan Xah, furiós quan es va assabentar que el fill de Tarhan, Rüstem, no podia destruir als Aq-Qoyunlu amb les forces que tenia, va voler dirigir-se contra ell personalment després de venjar la seva ràbia contra els captius Aq Qoyunlu. No obstant això, no es va atrevir a causa d'esdeveniments a l'Azerbaidjan. Es va traslladar des de Erzincan, on residia, a Tercan i des d'allà va arribar a Bayburt que li havia assignat a Duharlu Bayezid Bey. Aquest antic territori dels Aq Qoyunlu havia estat en mans dels nets de Kutlu Bey, de noms Jamshid i Ahmet Bey. El governant Qara-Qoyunlu va matar a Ahmet Bey i va lliurar el castell a un dels seus assistents Emiktaş Mahmut. Mentre Erzincan i Tercan va ser per Kilij Arslan, un dels fills de Pilten Bey; Xeikh Hasan va ser nomenat a Şebinkarahisar. El governant Qara-Qoyunlu va enviar a Xeic Ibrahim, un dels assistents de Kilij Arslan, en ajut de Kemah que estava sent amenaçat per l'Aq-Qoyunlu Jafer Bey; també va deixar Ispir a Bayezid Bey. Així, mentre gairebé tots els terrenys d'estiu dels Aq-Qoyunlu havien passat al control del Qara-Qoyunlu. Jahan Shah, que havia abandonat la regió, va arribar als antics terrenys d'estiu dels seus avantpassats a Bingöl. Quan el governant Qara-Qoyunlu va arribar a Bingöl, va enviar forces auxiliars a Kemah i Karahisar, que l'havien resistit. Kilij Arslan, al capdavant d'aquestes forces, va oprimir la regió. En particular, al Ramadà / setembre de 1451 aquesta opressió va fer que els musulmans es queixessin i, a causa de la interferència de Kasım Bey, Kilij Arslan es va veure obligat a retirar-se a Erzincan.
El governant Qara-Qoyunlu, reunint provisions a mesura que anava de Bingöl a Muş, també va enviar el seu fill Muhammedi Mirza contra els Aq-Qoyunlu. Al mateix temps es desenvolupaven les negociacions de pau entre Jihangir i Rüstem, que es trobaven a prop de Mardin. Jihangir va enviar propostes a Rüstem i la seva mare Sârâ Hatun les va enviar a Jahan Shah, però no van poder obtenir el que volien. El governant Qara-Qoyunlu va rebre molt bé a Sârâ Hatun i va demanar a un dels seus fills com a ostatge de pau. Quan l'Aq-Qoyunlu no va acceptar això, la guerra va començar de nou.

## Rüstem i Hasan
Muhammedi Mirza es va unir amb Rüstem, i van envoltar Amida. Però la resistència dels Aq-Qoyunlu i el hivern extremadament fred van derrotar els Qara-Qoyunlu. Quan Rüstem va abandonar el setge i va tornar al costat de Jahan Shah, Hasan Bey va marxar contra els kurds que feien pillatge als pobles Aq-Qoyunlu entre Bire i Suruç. El príncep, que va castigar severament els kurds malgrat el clima rigorós, va guanyar una gran quantitat de botí que va repartir entre els seus soldats després de separar el cinquè per a ell. Després va passar l'hivern entre Samsat i Urfa.
A la primavera de 1452, quan Rustem es tormava a presentar davant d'Amida, Jihangir va demanar assistència del seu germà. Hasan Bey va entrar en acció tot i les objeccions de la seva comitiva. Després de deixar la seva tribu a Çermük, es dirigí cap a Amida. Els soldats d'Ergani es van unir a ell al pass Deve però al saber pel camí que Rüstem havia atacat i destruït Çermük, va tornar cap enrere. Tot i que va expulsar els Qara-Qoyunlu de la zona, Hasan es va retirar a Ergani després d'haver estat ferit en un segon enfrontament. Al seu costat estaven els companys d'armes, Süleyman Biçen, Sheikh Ali Mühürdar, Masur Avşar, Halil Bey, Sheikh Hasan i Koca Hacılı Ali. El príncep, veient la seva tribu famolenca i desesperada, va atacar l'àrea de Muş i va tornar amb una gran quantitat de botí.

## Tractat de pau
Cridat per les accions de Baysungur (un dels nets de Timur) al Khorasan i a l'Iraq Adjemí, Jahan Shah va fer un tractat avantatjós amb el líder dels Aq-Qoyunlu, Jihangir, retirant ràpidament als Qara-Qoyunlu més enllà de Diyarbekir. Segons aquest tractat, els Aq-Qoyunlu per primera vegada en la seva història es van convertir en subjectes dels Qara-Qoyunlu. A més, quan Jihangir va enviar el seu fill Murad com a ostatge al palau Qara-Qoyunlu, també va consentir que la seva filla es casés amb Muhammedi Mirza (fill de Jahan Xah). No obstant això, un valent Jihangir podria haver derrotat fàcilment als Qara-Qoyunlu que estaven sota l'amenaça dels timúrides; la situació era veritablement deshonrosa des de la perspectiva dels Aq-Qoyunlu. El que es va fer fou el que sempre feia el líder Aq-Qoyunlu, que era buscar una sortida fàcil. No obstant això, aquesta vegada no va poder salvar-se a si mateix. La seva nació i la seva tribu el va abandonar i el seu lideratge fins i tot es va convertir en tema de debat a Amida. En un ambient de més inquietud i buscant al seu germà, Hasan Bey va intensificar les seves activitats.

## Ofensiva de Hasan
Després de recuperar-se per un temps a Ergani, Hasan Bey, que s'havia allunyat completament del seu germà quan aquest havia fet el tractat amb els Qara-Qoyunlu, va triar el seu antic territori d'Erzincan pel seu camp d'acció. Les disputes internes havien augmentat significativament a la regió que havia estat sota control Qara-Qoyunlu durant un període. El governant de Mazgirt, Kasım bin Osman, que intentava obtenir una bona posició per a si mateix amb el suport dels mamelucs, va aprofitar que els Qara-Qoyunlu estaven ocupats amb els timúrides i va atacar a Erzincan. Altres emirs Aq-Qoyunlu, unint-se contra el perill, van buscar assistència d'Hasan Bey. El jove príncep, amb el suport dels fills de Pilten Bey, Halil i Iskender, a més de Musa dels Ahmedi, que governaven la conca de Bayburt-Tercan, el cap de Çemişkezek, Xeikh Hasan i Kilij Arslan, van marxar contra Kasım Bey (de Mazgirt). Kasım Bey es va adonar que no podia oposar-se a l'aliança formada contra ell, va fugir a Bayburt i va ser capturat pels assistents d'Hasan Bey.
Hasan Bey no va tocar el seu oncle i es va dirigir cap al seu objectiu real, Kilij Arslan d'Erzincan. El príncep, que tenia com a ostatge al fill del seu rival, es va dirigir directament a Erzincan. La ciutat havia estat assetjada durant quaranta dies. En aquest moment lluitava per una banda amb el Dulkadirli Süleyman i, per l'altre, amb Hassun, enviat per Jahan Shah i les forces Qara-Qoyunlu, sota el comandament de Yar Ali, i va començar a derrotar-les. No obstant això, l'última força Qara-Qoyunlu sota el comandament de Saadlu Hüseyin i Arabshah va aixecar el setge quan van veure que no podrien resistir i se'n van anar a les zones de Tercan. Després d'estar a la regió durant un temps, quan van arribar als terrenys d'estiu de Bingöl per atacar l'antic territori dels Qara-Qoyunlu a la conca del llac Van, les notícies van arribar a que el Qara-Qoyunlu Arabshah havia capturat Erzincan i havia obligar a Kilij Arslan a sortir fora de la regió. Encara que Hasan Bey, que pretenia que l'Aq-Qoyunlu Kilij Arslan no s'adheris a Jahan Shah, controlava la ruta, Kilij Arslan va aconseguir reunir-se amb el governant Qara-Qoyunlu a la regió d'Erzurum, però Jahan Shah el va recompensat tancant-lo a la presó.
Tornant a Bingöl després d'aquest esdeveniment, mentre caçava allí, el príncep també va enviar al seu germà Jihan Shah contra Akhlat, Erciş i Adilcevaz. Jihan Shah, juntament amb Pürnekli Halil Akdoğan, van passar pels territoris Qara-Qoyunlu com una tempesta i van prendre un botí considerable. Hasan Bey, sabent de la greu destrucció causada pel seu germà, es va dirigir a Akhlat després d'alliberar els presoners. Després es va dirigir cap a Muş quan la situació va tornar a la normalitat.
Aquí, alguns dels kurds locals, Shemseddin Bitlisi, Melik Sasoni i Süleyman Ibrahim van arribar i el van informar de la seva obediència. A partir d'aquí, Hasan Bey va marxar contra el governant de Çemişkezek, el xeic Hasan a través de la ruta de Çapakçur. No podent suportar les incursions dels guerrers Aq-Qoyunlu, el xeic va oferir la seva obediència. Tot això va quedar per Hasan Bey, que havia guanyat un gran poder i prestigi a causa de les seves accions tant a la regió com entre els Aq-Qoyunlu en un curt període després d'abandonar a Jihangir, convertir-se en líder de tots els Aq-Qoyunlu; només se li escapava Amida

## Final del poder de Jihangir a Amida
Tot i que l'estrella de Hasan, distingida per la seva personalitat enèrgica, agressiva i visionària que li mancava al seu germà gran, va brillar cada cop més amb els èxits extraordinaris que havia aconseguit en un període molt curt, també es van desenvolupar esdeveniments contra ell. Havia tornat d'Akhlat i es trobava descansant a Çemişkezek quan van arribar les notícies que el seu oncle Kasım Bey havia assassinat Jafer bin Yaqub i envoltava Kemakh. Quan estava a punt de dirigir-se allí, en resposta a la petició d'ajuda de la gent de Kemakh, es va assabentar de la difícil posició del seu germà gran Jihangir, que havia intentat saquejar els kurds i havia deixat Amida buida. Aquesta podria ser l'oportunitat que el príncep havia esperat durant anys. Ràpidament va prendre una decisió i va dirigir-se a Amida. Amb ell hi havia quaranta homes i volia entrar a la ciutat sense ser reconegut. El pla va tenir èxit i Hasan es va convertir en amo de la ciutat sense cap mena de resistència. Els notables de la ciutat (a'yân), formats per persones de prestigi i comerciants, conscients de la situació, van fer conèixer la seva lleialtat al príncep. Mentre que Hasan Bey havia obtingut un gran èxit amb l'ajuda de la sort, Jihangir, sense saber res, després de l'advertència de Xeic Hasan, va enviar els seus soldats a Mardin i es va dirigir cap a Amida amb els seus lugartenientes.
Al arribar a les muralles de la ciutat es va assabentar de la situació per un home lleial; va deixar la zona amb els tres homes que estaven amb ell i se'nvan anar a Mardin. Hasan Bey va seguir el seu germà durant un temps; després va retornar per enfortir el seu mandat a Amida. Entre altres, Koca Hacılı Ali Bey i Pürnekli Dara Bey es van unir a Hasan Bey. El jove líder va nomenar un dels seus homes lleials, Ebubekir, com a governant de la ciutat i va anar al districte de Beşiri per sotmetre els voltants d'Àmida i allà els begs locals i els titulars de la fortalesa van acceptar el seu govern (finals de 1452). Després de la conquesta d'Amida, Hasan va enviar un ambaixador als mamelucs; aquest ambaixador va arribar al Caire a començaments de Dhu’l-Hijja 856/gener 1453 

## Intents de conquesta de Mardin
Mentre seguia triomfant, la fam de l'hivern del 1452 va sacsejar el poder d'Hasan Bey. Jihangir estava establint les bases d'una aliança amb Üveys Bey a Urfa. El bey Aq-Qoyunlu que desitjava anar de campanya abans que els socis es possessin en acció, va sortir d'Amida el març del 1453. Mentre estava a prop de Mardin, va deixar allí a Emîr-i Âhûr Kasım Bey per saquejar la regió; ell mateix va partir en direcció a Urfa. Després d'enfrontar-se a una força que se li va oposar davant la ciutat, es va reunir amb Kasım Bey que havia saquejat la regió de Nísibis i arribava en aquell moment per dirigir-se cap a Suruç. Jihangir, que no havia trobat l'oportunitat d'obstaculitzar al seu germà ni de reunir-se amb els mamelucs, va deixar Urfa i va tornar a Mardin. Mentre Üveys Bey el perseguia, no fou difícil per Hasan Bey conquerir Urfa. L'Aq-Qoyunlu va deixar la ciutat a cura del seu lleial Koca Hacılı Mehmet Bey i es va dirigir a Mardin via Viranşehir després de sotmetre a la tribu àrab Beni Rabia. Quan Hasan Bey volia arribar a una entesa amb el seu germà, Jihangir va semblar que donava suport al sultà, no obstant això, amb l'encoratjament dels seus lloctinents, es va reprendre la lluita. Encara que, a més de Üveys Bey, els kurds d'Aq i Qara Keçili es trobaven en els rangs de Jihangir, Hasan Bey va guanyar la batalla. Després, Hasan Bey va tornar a Amida després d'assetjar Mardin durant un temps.

## Aiúbides de Hisn Kayfa
Jahangir havia estat eliminat. Ara, l'objectiu del enèrgic Aq-Qoyunlu era l'aiúbida de Hisn Kayfa, que havia pres l'altre costat en la seva guerra amb el seu germà. Sense perdre temps, va anar a Beşiri; els emirs kurds es van presentar immediatament i es van sotmetre. Després d'un breu descans d'estiu, Hasan Bey es va dirigir contra el Qara-Qoyunlu Arabxah, la seva més gran amenaça al nord. Després de fer que el seu exèrcit realitzés una gran campanya de saqueig a la zona prop d'Eleşkirt, es va dirigir cap a Sürmeli. A l'altre costat, Arabxah, que temia l'amenaça de l'Aq-Qoyunlu, havia deixat Sürmeli i es dirigia cap a les regions de Zarishat. Hasan Bey el va seguir persistentment, però els seus soldats estaven cansats. Després de descansar a Balıklı Göl durant un temps, va anar novament a la recerca de l'emir Qara-Qoyunlu. Arabxah, adonant-se que no podia alliberar-se del seu obstinat oponent, va abandonar la regió i es va retirar a la zona de Gence. Hasan Bey, que havia obligat al Qara-Qoyunlu a retirar-se, va aconseguir una gran victòria i va tornar a prendre el control del territori dels seus avantpassats entre Bayburt i Erzurum. Després de rebre la submissió dels governants de Kaghzvan, Tercan i Bayburt, va assetjar el centre regional d'Erzincan, però no el va poder prendre. Després de la seva reeixida campanya, l'Aq-Qoyunlu, va tornar a descansar als seus quarters d'hivern, va enviar ambaixadors al Caire i al sultà otomà Fatih Mehmed per consolidar la seva victòria per via diplomàtica. Les respostes foren positives; els dos poderosos estats de la regió van reconèixer a Hasan Bey com el nou líder Aq-Qoyunlu.
Per al líder Aq-Qoyunlu, l'any 1454 va ser un any dedicat a consolidar el seu govern. El fidel amic de la dinastia i governador d'Eil, Isa Bey, va tornar a ser un tema sobre la taula. A continuació van arribar els governants d'Hisn Kayfa, els darrers de la dinastia aiúbida. Aquí, Malik Khalef, oposat a Hasan Bey, estava recolzat pel Qara-Qoyunlu Jihan Shah. El governant Qara-Qoyunlu, que estava ansiós de crear un estat satèl·lit a la regió, no només va plantejar als Aq-Qoyunlu un gran problema a Hisn Kayfa, sinó que va enviar també un gran exèrcit de 20.000 homes sota el comandament d'Arabxah contra Erzincan. Hasan Bey, que ara va haver d'escollir un front o un altre, va fer un acord temporal amb Malik Khalef i es va enfrontar contra Arabxah. En aquell moment, quan el beg Qara-Qoyunlu, ocupat pel setge del castell de Shetari a prop de Pülümür, va rebre l'avis de que venia Hasan Bey, va aixecar el setge i es va refugiar a Erzincan. També en aquesta època, el governant de Bayburt Duharlu Mahmut Kökültaş, que s'havia proposat ajudar al Qara-Qoyunlu, va ser capturat per Bayezid Bey i el va fer presoner. Després de tots aquests esdeveniments, el beg Qara-Qoyunlu, veient que la resta de la regió estava començant a ser perillós, va tornar a l'Azerbaidjan sense romandre massa temps a Erzincan.
Després de la retirada dels Qara-Qoyunlu, Hasan Bey va continuar el setge d'Hisn al-Kayfa on s'havia quedat, finalment va aconseguir eliminar a Malik Khalef i nomenar al dòcil Ahmet Bey al seu lloc.

## Objectiu: la Jazira
El següent objectiu del beg Aq-Qoyunlu eren els territoris Qara-Qoyunlu a la Jezirah. Deixant la seva tribu amb el seu germà Jihan Shah a Samsat, es va dirigir cap a Mosul. Mentre anava a la vella Mosul via Haran, va enviar a Muratlı Rüstem i Koca Hacılı Ali a Dohuk. Va prendre grans quantitats de botí com a resultat d'un saqueig que es va estendre fins a Sindjar. L'Aq-Qoyunlu va compartir el botí com era el costum, venent els damascens el que tenien al arribar a les ribes de l'Eufrates; a canvi de bens i cavalls obtenien béns manufacturats.
Hasan Bey, després del pillatge sobre els beduïns que havien atacat l'àrea de Rahbe, va tornar a Amida a la primavera de 1455. Després d'un període de descans i la circumcisió dels seus fills, Halil, Mehmet i Zeynel, va marxar contra Xeic Hasan, subjecte del seu germà Jihangir. El beg Aq-Qoyunlu va destruir totalment el territori de Xeic Hasan que es va negar a sotmetre's, i no va saquejar la regió d'Erzincan a canvi del blat que va requerir i se li va donar.
Tot i que es va retirar a Tercan per un temps després de rebre l'advertència que el beg Qara-Qoyunlu venia cap a la zona, va tornar a sotmetre les àrees d'Erzincan i Bayburt a una gran incursió de pillatge, però la informació va resultar finalment infundada. En el mateix període Malik Khalef va reprendre Hisn al-Kayfa. Mentre enviava al seu fill, Halil, a Amida, com a mesura de precaució, el propi Hasan Bey va sortir a enfrontar-se a Halef (Khalef). No obstant això, aquesta vegada Halef va guanyar el cor de l'Aq-Qoyunlu i la seva confiança per la seva oferta de regals i la seva aparença de ser un servent lleial. I, en veritat, va romandre com un fidel aliat fins al final de la seva vida. Hasan Bey va celebrar la resolució d'aquest assumpte saquejant Siirt i les regions circumdants que estaven sota l'autoritat del Qara-Qoyunlu Abdal Bey.

## Retorn de Jihangir
Jihangir, aprofitant l'oportunitat de molestar Hasan Bey, que havia vingut a la regió d'Urfa per passar l'hivern, va començar intrigues contra el seu germà. Mentre, per una banda va seduir els begs Aq-Qoyunlu, de l'altra va contactar amb els Qara-Qoyunlu. El beg d'Amida, va ser coneixedor de l'assumpte amb gran angoixa; va advertir al seu germà traïdor. No obstant això, l'enemic va entrar en acció molt abans que les advertències li arribessin. La notícia que li va portar la seva mare, que venia de Mardin i que es va unir a ell quan va arribar a Nísibis, no van ser gens agradable: Els Qara-Qoyunlu havien entrat a Bayburt i havien matat al seu governant Ahmet Bey. Hasan Bey va tornar immediatament a Amida i des d'allà va advertir al seu germà una vegada més. Aquesta vegada la seva mare era l'intermediari.
Mentre es duien a terme les reunions, va anar de campanya i de cacera prop de Cizre per fer sentir la seva presència; segons rumors van caçar 50.000 estruços. Jihangir va rebutjar en aquell moment una oferta que limitava el territori sota el seu control a només Mardin, i es va iniciar la lluita. Hasan Bey va marxar immediatament a Mardin. Quan la batalla entre els dos bàndols es va produir davant la ciutat va tenir un resultat a favor del mandatari d'Àmida, i Jihangir va haver de demanar la pau.
En les reunions els desitjos d'Hasan Bey es van imposar i Jihangir va haver de conformar-se amb Mardin. Tanmateix, això no era un acord permanent. Al contrari, la lluita es va expandir fins a incloure també als Qara-Qoyunlu. Però novament el beg Aq-Qoyunlu tenia motius per celebrar la seva victòria. Va organitzar una gran festa a la zona d'Akziyaret, prop de Mardin. A la celebració, a la qual van assistir tots els emirats i líders dels Aq-Qoyunlu, Hasan Bey va ser presentat com el gran governant turcoman del futur per Abdurrahman, el respectat líder turcoman dervix. El governant Aq-Qoyunlu tornava després a Amida i mentre estava reparant el seu castell i acumulava provisions, els enviats de Harput i Hisn Kayfa van arribar per oferir els juraments d'allegança dels seus amos.

## Jihangir restaurat com a cap suprem
Quan Jihangir, molest pels esdeveniments, va atacar les àrees circumdants, els dos germans es van enfrontar altre cop; hi va haver batalles importants davant Mardin. Aquesta vegada, la seva mare va resoldre la disputa i, tot i que els dos bàndols es van retirar a les seves fronteres, el germà gran, no disposat a acceptar la situació, es va refugiar amb els Qara-Qoyunlu. A l'hivern de 1456-57, el sobirà de Mardin va anar personalment a veure a Jihan Shah i li va jurar la seva lleialtat. A canvi va rebre el títol de líder dels l'Aq-Qoyunlu. A més, se li va deixar Erzincan. El governant de Qara-Qoyunlu, que volia deixar Hasan Bey en una posició difícil, va nomenar a Arabxah comandant del districte Erzurum-Erzincan. En el mateix període, el beg Aq-Qoyunlu, que per oposar-se al seu germà, havia posat pressió sobre Mardin i va atacar diverses caravanes que es dirigien a Erzincan el 1457 després de l'acció dels Qara-Qoyunlu. Arabxah, com sempre, es va retirar a la zona d'Ispir. Aquí, va oprimir severament la gent, i el governant de la ciutat, Bayezid Bey, va cridar a Hasan Bey.
Hasan Bey, arribant a la regió poc després, quan Arabxah ja havia fugit a l'Azerbaidjan, abans que arribés l'Aq-Qoyunlu, va saquejar el vilayet de Pasinler i després les ciutats georgianas a la frontera. Després de romandre per un temps a Erzurum, va anar a Tercan. Jihangir, que havia sortit de Mardin en aquest moment, va atacar les regions al voltant de Bismil. Després d'enviar Tavacı Halil i Sheikh Hasan contra ell, va reordenar el sistema a la regió. Bayezid Bey i Hurşit Bey van romandre com a governants d'Ispir i Kemah. Hasan Bey, que no havia estat gaire temps a la regió, es va dirigir a Amida

## Hasan contra els Qara Qoyunlu
Hasan Bey, en la lluita interminable entre dos germans en el camí de ser el governant suprem dels Aq-Qoyunlu, es va veure obligat a derrotar el Qara-Qoyunlu que donava suport al seu germà per aconseguir-ho. L'altre gran poder de la regió, els mamelucs, no només es preocupaven per la interferència Qara-Qoyunlu al Diyarbekir, sinó que es van abstenir de donar suport a Hasan Bey. En no rebre els resultats esperats de la seva primera petició de suport als mamelucs, el cap d'Amida va tornar a dirigir-se als mamelucs, però aquesta vegada, a través del seu germà, el cap d'Urfa, Üveys Bey. D'altra banda, el governant Qara-Qoyunlu, que va tenir els seus propis problemes a Khorasan a causa dels timúrides, va enviar un dels seus emirs de més confiança, Rüstem Bey, al capdavant de 20.000 homes, contra Hasan Bey, i va transferir Ali Şeker de l'Iraq cap a la mateixa direcció. Hasan Bey, assabentat de l'esdeveniment quan l'enemic estava prop de Mosul, immediatament va anar a la regió d'Urfa, va reunir la seva tribu i al consell per consultar sobre l'amenaça que s'acostava. La majoria dels emirs no estaven a favor d'una guerra oberta. La visió imperant va ser a favor de lluitar en una guerra defensiva darrere de les muralles del castell. Però el governant Aq-Qoyunlu va dir: "Aquesta idea està lluny de l'home i del coratge. Abandonar les nostres llars a l'enemic no és apte per a una reialesa o un estat. Preparem les nostres espases i lluitem, la victòria és nostra" i va persuadur als emirs a lluitar.
Hasan Bey, que va deixar Urfa després de fer els seus preparatius, va enviar a Emîr-i Âhûr Başlamış amb l'objectiu de vigilar les forces de l'enemic. Dels informes dels exploradors es va saber que els Qara-Qoyunlu es trobaven a les rodalies de Nísibis, el beg Aq-Qoyunlu estava estacionat a la regió de Bismil i va descobrir que l'enemic era més fort del que pensava anteriorment i va començar una retirada ordenada cap a Àmida. En aquest moment, les tribus Dulkadirli i Bayatlı, que patien les maniobres de les dues grans potències, es van veure obligades a traslladar-se a Síria. A mesura que els Qara-Qoyunlu avançaven, els Bayatlar i les forces locals, començant per Piltenli Halil, se'ls van unir lentament. Només el governant de Çemişkezek, Xeic Hasan estava al costat dels Aq-Qoyunlu. El primer enfrontament entre els dos bàndols va tenir lloc a la regió de Şeyh Zuli, entre Àmida i Mardin. L'escaramussa entre els caps Aq-Qoyunlu, Pürnekli Shah Ali i Dara Beyler, amb l'avantguarda de Rüstem, va acabar a favor dels turcmans del Diyarbekir. Hasan Bey, encoratjat per l'èxit de la seva vanguardia, es va comparar amb el seu germà en la carta que va enviar a Rüstem on li va dir: "Eres com Darab (un famós governant iranià) quan et vas trobar al meu germà; No obstant això, no vas poder agafar el cap d'en César. Ara, Alexandre el Gran és davant teu. És cautelós i agressiu. No et té por". Pel que fa a Rüstem, en la seva resposta l'acusava de no obeir als seus superiors. En aquest moment, quan Rüstem va creuar el Tigris, Hasan Bey els seus guàrdies el van seguir. Quan l'emir Qara-Qoyunlu estava a prop de Pambuklu Suyu, els Mirdàsides i els kurds de Zirki se li van unir. Després d'arribar a les proximitats de Mardin, com a part de l'estratègia d'aïllar Amida, va enviar a Üveys Bey al castell d'Eğil per tallar els lligams de la ciutat amb Ergani. Després, quan va entrar en acció, va acusar Hasan Bey de cobardía en la carta que li va enviar.
L'emir Qara-Qoyunlu havia avançat fins molt a prop de la capital Aq-Qoyunlu. Hasan Bey, amb una intel·ligent tàctica, va atraure l'enemic a la zona on es trobava la seva principal força; ara va poder acceptar la batalla. En primer lloc, després d'expulsar les unitats de vanguarda de l'enemic que s'havien apropat molt a les bases principals, va reunir els emirs i va dur a terme un últim consell. Segons els informes que els seus exploradors li havien aportat, el nombre dels enemics era més gran que el total de la nació sencera Aq-Qoyunlu. En aquesta situació, la defensa era l'estratègia més adequada i els Aq-Qoyunlu acceptaren tàctiques defensives, però Hasan Bey no estava d'acord i preferia la batalla oberta. Com a primera precaució, va enfortir la vigilància. Els seus propis assistents i els Koca Hacılı es van sumar a l'avantguarda. Després de fer els preparatius, va creuar el Tigris i va enfrontar a Rüstem, que va ser el primer a atacar. Mentre ell mateix, juntament amb l'Aq-Qoyunlu Jihangir Mirza pressionaven Hasan Bey, Ali Şeker i Sulan Bey van atacar el flanc dret Aq-Qoyunlu on estaven els Pürnekler. A l'altre costat, Avşarlı Mansur Bey i el flanc esquerre del Aq-Qoyunlu format pels clans Xeikh Hasan i Kutbeglü es van veure involucrats en una lluita sense pietat amb les forces sota el comandament de Shahsuvar i Sheikh Ali Bey. En aquest moment, la comunitat de Mosul es va unir a la batalla i es va produir una lluita violenta. El Qara-Qoyunlu Ali Şeker va trencar el flanc dret Aq-Qoyunlu i el va conduir a la vora del Tigris. No obstant això, els Munkalay dirigits per Muradlı Rüstem, Jihanshah i Ali Mirza va vèncer l'avantguarda de Rüstem. Dues fletxes havien descabalcat a Hasan Bey. En un moment de gran ràbia, Hasan Bey va atacar i els seus soldats van seguir el seu exemple i jugant-se les seves vides vab atacar a l'enemic. En veure el zel del centre, Mansur Bey Avşar al flanc esquerre també va passar a la ofensiva. Els Qara-Qoyunlu, sorpresos per l'atac sobtat, van patir grans pèrdues. En aquell moment Rüstem Ibn Tarhan va ser abatut del seu cavall i capturat. La mala fortuna dels Aq-Qoyunlu s'estava girant. Shahsuvar Bey i Sha Ali Bey, veient el que havia passat amb els seus emirs, van fugir. Per contra, Ali Şeker Bey, sense saber res, encara estava avançant després d'haver destruït el flanc dret Aq-Qoyunlu. Ara, a l'absència de Rüstem, un altre Qara-Qoyunlu es va unir a ell i la batalla va començar de nou.
Encara que l'Emîr-i Âhûr d'Hasan Bey va organitzar un assalt contra Ali Şeker, va ser derrotat i assassinat. El seu germà, Jaan Xah, mentre lluitava amb Pir Ali (fill de Ali Seker), es va ocupar de repel·lir els soldats enemics, va atacar al líder Aq-Qoyunlu, que Ümmet i Halil Tavacı estaven protegint. En el primer enfrontament, l'Aq-Qoyunlu va ser derrotat i Hasan Bey va perdre el seu cavall. Tanmateix, en aquest moment, Emir Hamza, juntament amb els clans Araplı i Haydarlı, van córrer a ajudar des del flanc esquerre i van canviar el resultat. Els Qara-Qoyunlu van començar a tenir dificultats. Tot i que Ali Şeker va intentar un últim esforç per canviar la situació, va ser derrotat. Els Aq-Qoyunlu van aconseguir una gran victòria i van prendre molts presoners, dos o tres per a cada soldat aq qoyunlu; el total va ser de 1700 presoners. Pel que fa al botí, no hi va haver manera de calcular-lo. Jihangir Mirza, que havia participat en la batalla en els rangs Qara-Qoyunlu, va fugir a Mardin en les primera part del combat. Després de perseguir els Qara-Qoyunlu restants fins a Mosul, va executar 500 dels presos que mantenia juntament amb Rüstem Ibn Tarhan (maig-juny 1457). Segons el rumor, Rüstem va demanar una espada afilada al botxí. Va ser tota una coincidència que l'espasa que va triar era l'espasa que Baba Abdurrahman havia utilitzat per matar a Ak Ziyarette Rüstem per servir d'exemple. Després de l'eliminació de Rüstem, el beg Aq-Qoyunlu va repartir els altres captius a canvi de diverses coses. Ali Şeker Çermük, Pir Ali Ergani i Sulan Bey van ser enviats a Çüngüş. Ara era hora d'anunciar la victòria. Amb aquesta finalitat, es van enviar anuncis de victòria als països veïns, en particular als otomans i els mamelucs. Tot i que els otomans es van mantenir indiferents, els mamelucs es van alegrar i van felicitar amablement al governant Aq-Qoyunlu.
En resum, l'estat d'Aq-Qoyunlu que s'havia trencat ràpidament després de la mort d'Osman Bey va passar per un període de vint anys de guerra civil; els que estaven en llocs de lideratge durant aquest temps - Ali, Hamza i Jihangir Mirza - van impedir que els Aq-Qoyunlu es vegessin completament arrossegats fora de l'escena de la història. A la segona meitat del segle xv, amb l'ajuda de les grans potències del Pròxim Orient en aquella època, es van reagrupar i elevar el principat al nivell d'un estat.
Jahangir Bey va poder restar a Mardin com a vassall Aq Qoyunlu fins a la seva mort el 1569.